# Wiener-Filter
Das Wiener-Filter oder auch Wiener-Kolmogoroff-Filter ist ein Filter zur Signalverarbeitung, welches in den 1940er Jahren von Norbert Wiener und Andrei Nikolajewitsch Kolmogorow unabhängig voneinander entwickelt und 1949 durch Norbert Wiener publiziert wurde. Es führt, gemessen an der mittleren quadratischen Abweichung, eine optimale Rauschunterdrückung durch.

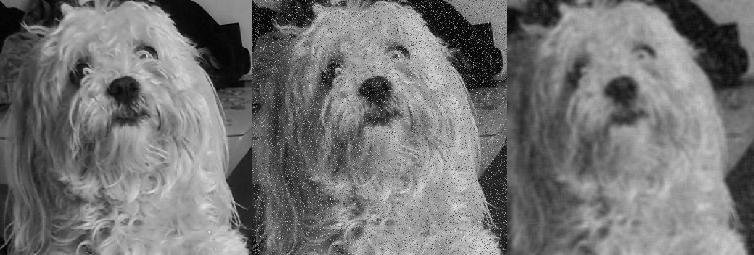
Anwendung des Wiener-Filters zur Rauschunterdrückung. (links: Original, Mitte: verrauschtes Bild, rechts: gefiltertes Bild)

## Eigenschaften
Das Wiener-Filter wird durch die folgenden Eigenschaften beschrieben:
1. Voraussetzung: Das Signal und das additive Rauschen gleichen  stochastischen Prozessen mit bekannter Spektralverteilung oder bekannter Autokorrelation und Kreuzkorrelation
2. Fehlerkriterium: Minimale mittlere quadratische Abweichung

## Modelleigenschaften
Als Eingangssignal des Wiener-Filters wird ein Signal {\displaystyle s\left(t\right)} gestört durch ein additives Rauschen {\displaystyle n\left(t\right)} vorausgesetzt:
{\displaystyle y(t)=s(t)+n(t).}
Das Ausgangssignal {\displaystyle x\left(t\right)} ergibt sich durch die Faltung des Eingangssignals mit der Filterfunktion {\displaystyle g\left(\tau \right)}:
{\displaystyle x(t)=g(\tau )*y(t)=g(\tau )*\left(s(t)+n(t)\right).}
Fehler {\displaystyle e(t)=s\left(t+d\right)-x(t)} und quadratischer Fehler {\displaystyle e^{2}(t)=s^{2}\left(t+d\right)-2s(t+d)x(t)+x^{2}(t)} ergeben sich aus der Abweichung des Ausgangssignals vom zeitversetzten Eingangssignal {\displaystyle s\left(t+d\right).} Abhängig von dem Wert d des Zeitversatzes können unterschiedliche Problemstellungen betrachtet werden:
- Für {\displaystyle \left.d>0\right.} : Prädiktion
- Für {\displaystyle \left.d=0\right.} : Filterung
- Für {\displaystyle \left.d<0\right.} : Glättung

Stellt man {\displaystyle x\left(t\right)} als Faltungsintegral dar:
{\displaystyle x(t)=\int \limits _{-\infty }^{\infty }{g(\tau )\left[s(t-\tau )+n(t-\tau )\right]d\tau },}
so ergibt sich der Erwartungswert des quadratischen Fehlers zu:
{\displaystyle E(e^{2})=R_{s}(0)-2\int \limits _{-\infty }^{\infty }{g(\tau )R_{y\,s}(\tau +d)d\tau }+\int \limits _{-\infty }^{\infty }{\int \limits _{-\infty }^{\infty }{g(\tau )g(\theta )R_{y}(\tau -\theta )d\tau }d\theta },}
wobei
- {\displaystyle R_{s}} die Autokorrelation der Funktion {\displaystyle \left.s(t)\right.,}
- {\displaystyle R_{y}} die Autokorrelation der Funktion {\displaystyle \left.y(t)\right.,}
- {\displaystyle R_{y\,s}} die Kreuzkorrelation der Funktionen {\displaystyle \left.y(t)\right.} und {\displaystyle \left.s(t)\right.} sind.

Wenn das Signal {\displaystyle s\left(t\right)} und das Rauschen {\displaystyle n\left(t\right)} unkorreliert sind (und damit die Kreuzkorrelation gleich Null ist), ergeben sich folgende Vereinfachungen
- {\displaystyle R_{y\,s}=R_{s},}
- {\displaystyle R_{y}=R_{s}+R_{n}.}

Das Ziel ist es nun, {\displaystyle \left.E(e^{2})\right.} durch Bestimmung eines optimalen {\displaystyle g\left(\tau \right)} zu minimieren.

## Stationäre Lösungen
Das Wiener-Filter hat jeweils eine Lösung für den kausalen und den nicht-kausalen Fall.

### Nicht-kausale Lösung
{\displaystyle G(s)={\frac {S_{x,s}(s)e^{\alpha s}}{S_{x}(s)}},}
wobei {\displaystyle S_{x,s}(s)} und {\displaystyle S_{x}(s)} jeweils die Spektrale Leistungsdichte als Laplacetransformation der Kreuz- bzw. der Autokorrelation {\displaystyle R_{x\,s}} und {\displaystyle R_{x}} ist.
Unter der Voraussetzung, dass {\displaystyle g\left(t\right)} optimal ist, vereinfacht sich die Gleichung, die das Minimum der mittleren quadratischen Abweichung (Minimum Mean-Square Error, MMSE) beschreibt, zu
{\displaystyle E(e^{2})=R_{s}(0)-\int \limits _{-\infty }^{\infty }{g(\tau )R_{x,s}(\tau +d)d\tau }.}
Die Lösung {\displaystyle g\left(t\right)} ist die inverse beidseitige Laplacetransformation von {\displaystyle \left.G(s)\right.}.

### Kausale Lösung
{\displaystyle G(s)={\frac {H(s)}{S_{x}^{+}(s)}}}
Wobei
- {\displaystyle \left.H(s)\right.} die positive Lösung der inversen Laplace-Transformation von {\displaystyle {\frac {S_{x,s}(s)e^{\alpha s}}{S_{x}^{-}(s)}}},
- {\displaystyle S_{x}^{+}(s)} die positive Lösung der inversen Laplace-Transformation von {\displaystyle \left.S_{x}(s)\right.} und
- {\displaystyle S_{x}^{-}(s)} die negative Lösung der inversen Laplace-Transformation von {\displaystyle \left.S_{x}(s)\right.} ist.